# Чагра
Чагра́ — река в Самарской и Саратовской областях России, левый приток Волги. Длина — 251 км, площадь водосборного бассейна — 3440 км².
Берёт начало на возвышенности Каменный Сырт (юго-восточная часть Красноармейского района Самарской области), впадает в Саратовское водохранилище. Извилиста. Питание в основном снеговое. Половодье в апреле. Среднегодовой расход воды в 78 км от устья составляет 3,5 м³/с. В верхнем течении летом пересыхает, разбиваясь на плёсы. Замерзает в ноябре — начале декабря, вскрывается в апреле.
Чагра — типично степная река, которая примерно 11 месяцев в году, особенно в среднем и верхнем течении, представляет собой мелководный поток, который можно легко перейти вброд. Однако во время весеннего паводка уровень реки значительно повышается, особенно в нижнем течении.
В разное время в Чагре обитало до 27 видов рыб (плотва, густера, краснопёрка, горчак, лещ, язь, щука и др.) и осуществлялся нерест видов, заходящих весной и летом из Саратовского водохранилища. Также обитают раки.

## Сельскохозяйственное значение
Воды Чагры активно используются в летнее время для орошения сельскохозяйственных посевов.
В 2002 году администрацией Самарской области была принята программа по расчистке русла реки Чагры с одновременной подпиткой, в целях улучшения экологической обстановки в Хворостянском районе, предусматривавшая выделение 53,3 миллиона рублей. Предполагалось, что это решит проблемы с хозяйственным водопотреблением и восстановит орошаемые участки, предназначенные для обеспечения гарантированной кормовой базы животноводства района на площади 5200 га.

## Этимология
Название реки возникло из слова, которое в финно-угорских языках и старорусском наречии имеет примерно одно и то же значение — «мелкий густой лес, растущий на сыром месте».

## Исследования
Летом 1976 года на Чагре проводилось исследование влияния электрического поля на выживаемость ранней молоди рыб. Воздушно-пузырьковый рыбозаградитель был сооружён в пяти километрах от насосной станции обводнительно-оросительного канала (вблизи села Абашево). Показатель рыбозащитной эффективности воздушно-пузырькового заградителя оказался очень низким, но влияние электрического поля на рыб было признано несущественным (за исключением леща, который «проявлял осторожность по отношению к техническим сооружениям»).
По данным тольяттинской гидрометеорологической обсерватории Чагра оказалась самой чистой рекой Самарской области в 2012 году. Однако позже, в период наблюдений 2013—2015 годов вода в Чагре была признана «грязной», в частности средний годовой модуль стока фосфора в 2019 году составлял 180,65 мкгР/кв.км.

## В культуре
В повести «Детство Никиты» А. Н. Толстого описывается река Чагра в разные времена года.